# Slivník
Slivník este o comună slovacă, aflată în districtul Trebišov din regiunea Košice. Localitatea se află la altitudinea de 172 m deasupra n.m., se întinde pe o suprafață de 11,31 km2 și în 2017 număra 758 de locuitori.

## Istoric
Localitatea Slivník este atestată documentar din 1321.

## Demografie
| An:                | 1994 | 2004 | 2014   | 2024   |
| ------------------ | ---- | ---- | ------ | ------ |
| Număr de persoane: | 800  | 784  | 772    | 760    |
| Diferență:         |      | −2%  | −1,53% | −1,55% |

| An:                | 2023 | 2024   |
| ------------------ | ---- | ------ |
| Număr de persoane: | 755  | 760    |
| Diferență:         |      | +0,66% |